# Öffentlichkeitsprinzip
Das Öffentlichkeitsprinzip (auch Öffentlichkeitsgrundsatz) bezeichnet die Grundentscheidung eines Gemeinwesens, die Dokumente seiner Verwaltung grundsätzlich allen Personen offenzulegen (Verwaltungstransparenz und Informationsfreiheit), als auch den Zugang zu Sitzungen der Öffentlichkeit, d. h. jedem, zu gewähren.

## Verwaltung

### Informationsfreiheit
Viele Länder kennen das Öffentlichkeitsprinzip der Verwaltung.
- In Deutschland gibt es seit dem 1. Januar 2006 das Informationsfreiheitsgesetz. Auf Länderebene haben Brandenburg (1998), Berlin (1999), Schleswig-Holstein (2000), Nordrhein-Westfalen (2002), Mecklenburg-Vorpommern (2006),  Hamburg (2006), Bremen (2006), Saarland (2006), Thüringen (2007), Sachsen-Anhalt (2008), Rheinland-Pfalz (2009, Landestransparenzgesetz 2015), Baden-Württemberg (2015) und Hessen (2018) Gesetze zur Informationsfreiheit erlassen.

- In Liechtenstein führte das Informationsgesetz[1] bereits 1999 das Öffentlichkeitsprinzip mit Geheimhaltungsvorbehalt ein.[2]

- In Schweden hat das Öffentlichkeitsprinzip eine lange Tradition, siehe Offentlighetsprincipen.

- Die Schweiz hat mit dem Bundesgesetz über das Öffentlichkeitsprinzip der Verwaltung vom 17. Dezember 2004 vom traditionellen Geheimhaltungsgrundsatz auf das Öffentlichkeitsprinzip umgestellt. Siehe Transparenz in der Politik (Schweiz)#Bundesrat und Bundesverwaltung.

Sollen Informationen als Amtsgeheimnis gehalten werden, so muss eine Ausnahme ausdrücklich angeordnet werden. Ist keine solche Ausnahme einschlägig, so hat jedermann ein Recht darauf, die Akten der Verwaltung einzusehen, ohne dass er ein besonderes Interesse nachweisen müsste. Der Gegensatz dazu ist der Geheimhaltungsgrundsatz, nach dem die Akten der Verwaltung nur in bestimmten Fällen und unter bestimmten Voraussetzungen zugänglich sind.

### Kommunale Vertretungsorgane in Deutschland
Kommunale Vertretungsorgane wie Gemeinderäte und Kreistage unterliegen in Deutschland ebenfalls dem Öffentlichkeitsprinzip. Dieses leitet sich aus dem Demokratieprinzip aus Art. 20 Abs. 2 GG ab und entfaltet durch Art. 28 Abs. 1 und Abs. 2 GG auch für die kommunale Selbstverwaltung Wirkung. Dieses Öffentlichkeitsprinzip umfasst neben dem freien Zugang zu Sitzungen des Vertretungsorgans auch die Veröffentlichung von Tagesordnungen und Protokollen. Die Öffentlichkeit kann zum Schutz von Gemeinwohlinteressen oder Persönlichkeitsrechten ausgeschlossen werden oder aufgrund von Störungshandlungen. Es gewährt neben Transparanz und der Möglichkeit die Arbeit der Vertreter zu bewerten auch das Recht der Vertreter ihre Argumente gegenüber einer Öffentlich darzulegen.

### Hochschulen in Deutschland
Für die funktionale Selbstverwaltung wird in Deutschland kein Öffentlichkeitsprinzip aus Art. 20 und Art. 28 GG unmittelbar abgeleitet. Diese häufig in Körperschaften des öffentlichen Rechts organisierten Selbstverwaltungen ordnen die Mitgliedschaft nicht über die territorialer Zuordnung an, sondern aufgrund von Betroffenheit. Trotzdem gelten für die Repräsentativorgane in der funktionalen Selbstverwaltung teilweise ein Öffentlichkeitsprinzip. Das Bundesverfassungsgericht hat insoweit von einem „allgemeinen Öffentlichkeitsprinzip der Demokratie“ gesprochen.
Ein Beispiel dafür sind Hochschulen. Diese müssen als Teil der mittelbaren Staatsverwaltung in ihrer Binnenorganisation dem Demokratieprinzip aus Art. 20 Abs. 1 und 2 GG genügen. Mit dem Zweck, eine gesetzmäßige und sachgerechte Arbeit zu ermöglichen und Missdeutungen der Willensbildung und Beschlussfassung zu vermeiden, dient der Grundsatz der Sitzungsöffentlichkeit damit dem öffentlichen Interesse an demokratischer Legitimation und mitgliedschaftlicher Begleitung und Kontrolle. Innerhalb der Hochschulen soll die Zulassung zu Sitzungen überdies die Verbundenheit der Mitglieder und Angehörigen mit der Hochschule sowie ihr Interesse an der Selbstverwaltung fördern. Zudem können sie so Informationen erlangen, die sie bei der Ausübung ihres Wahlrechtes zugrunde legen können.
Bis zur Föderalismusreform 2006 normierte § 40 Abs. 1 HRG für Hochschulen ein Öffentlichkeitsprinzip für das Organ, das deren Grundordnung erlässt, beispielsweise für die Senate. Heute regeln die meisten deutschen Ländern ein Öffentlichkeitsprinzip für die Repräsentativorgane an Hochschulen, wobei diese teilweise nur für die Betroffenen öffentlich sind (hochschul- oder fakultätsöffentlich). Andere Gesetze, wie das Thüringer Hochschulgesetz lassen es dem Satzungsgeber offen, der aber zumeist die Hochschul- und Fakultätsöffentlichkeit für die Vertretungsorgane vorsieht. Nur das Landeshochschulgesetz Baden-Württemberg sieht nur in Ausnahmen die Öffentlichkeit vor. Soweit Landeshochschulgesetze das Öffentlichkeitsprinzip vorsehen, kann diese unter anderem in Personal- oder Prüfungsangelegenheiten oder bei Störung ausgeschlossen werden.

## Justiz
Das Öffentlichkeitsprinzip ist ein Grundsatz des Prozessrechts. Es ist durch Art. 6 Abs. 1 EMRK für bestimmte Verfahrensarten vorgeschrieben. Gerichtsverfahren sind in Deutschland grundsätzlich öffentlich, sofern nicht die Öffentlichkeit ausdrücklich ausgeschlossen wird; dies ist dann im Strafprozessrecht nach § 272 Nr. 5 StPO und im Zivilprozess nach § 160 Abs. 1 Nr. 5 ZPO ausdrücklich im Verhandlungsprotokoll zu vermerken.
Dadurch können auch unbeteiligte Personen von Inhalt und Verlauf der Hauptverhandlung erfahren, insbesondere wie die Strafjustiz Straftaten aburteilt. Auf diese Weise kann das Rechtsbewusstsein gestärkt werden. Eingeführt wurde das Öffentlichkeitsprinzip zusammen mit dem Mündlichkeitsgrundsatz während der Französischen Revolution zum Zweck der Kontrolle der Justiz. Der Grundsatz gilt jedoch nur für Hauptverhandlungen bei Erwachsenen. Ihm kann aus Erwägungen wie dem Schutz des Angeklagten oder der Ordnung des Gerichts abbedungen werden, dann wird die Verhandlung unter Ausschluss der Öffentlichkeit geführt. Dies liegt im Ermessen des Gerichts. Im Jugendstrafrecht ist in Deutschland die Hauptverhandlung zum Schutz der Jugendlichen grundsätzlich nicht öffentlich (§ 48 Abs. 1 JGG).

## Politik
Die Sitzungen demokratisch gewählter staatlicher Institutionen sind in Deutschland grundsätzlich öffentlich, dies gilt neben dem Bundestag aus Art. 42 Abs. 1 Satz 1 GG und dem Bundesrat aus Art. 52 Abs. 3 Satz 3 GG auch für die Länderparlamente, was sich aus dem jeweiligen Landesrecht ergibt. Ebenso können parlamentarische Ausschüsse oder der Ältestenrat öffentlich tagen.
Zur Öffentlichkeit der beiden Kammern der schweizerischen Bundesversammlung und ihrer Kommissionen (Ausschüsse) siehe Transparenz in der Politik (Schweiz)#Parlament.